# Дон-плаза
Дон-плаза — четырёхзвёздочная гостиница в центре города Ростова-на-Дону. 

## История
История гостиницы «Интурист» берёт своё начало 1 июля 1954 года, когда по приказу министра внешней торговли СССР № 326 в городе Ростове-на-Дону было организованно агентство ВАО «Интурист», на которое возлагалась «встреча прибывающих в город иностранных делегаций и отдельных иностранцев, а также выполнение других заданий Центра по обслуживанию иностранной клиентуры».
В штате агентства было всего 3 человека: заведующий, шофер и инспектор. За первый год работы агентство смогло принять и обслужить 206 иностранцев. Первыми гостями стали два туриста из Дании.
К 1955 году приток гостей города возрос до 3 тысяч человек, приезжавших в основном из Болгарии, Франции, США и ГДР. Несмотря на возраставшую потребность в гостиничных услугах, в городе существовала только одна гостиница «Дон», в которой для иностранных гостей было выделено 65 мест, ванными комнатами были обустроены всего 8 номеров.
С 1964 года Ростов стал ежегодно принимать в среднем более 5 тысяч туристов. Город превращался в один из туристических центров Советского Союза. Появилась необходимость увеличения материальной базы: требовались новые гостиницы, магазины, рестораны. В 1966 году управление по иностранному туризму при Совете министров СССР утвердило техническую документацию на строительство в Ростове-на-Дону гостиницы «Интурист».
В октябре 1972 года строительство комплекса шло к завершению. В этом же месяце в газете «Вечерний Ростов» было опубликовано объявление о приёме на работу в «Интурист» на 12 профессий. Многие откликнулись: в первый месяц было анкетировано более тысячи человек. При отборе учитывались такие критерии, как образование, возраст, опыт работы и партийная принадлежность. Выбранные кандидатуры отправляли на специализированные курсы. К июню 1973 года профессиональную подготовку прошли 120 гостиничных работников, 30 поваров и кондитеров, 45 официантов, 8 лифтёров и 6 механиков. Люди, выбранные на руководящие должности, обучались непосредственно в Институте квалификации Главинтуриста.
17 июля 1973 года — день рождения гостиницы «Интурист» в Ростове. В этот день Государственная комиссия приняла 17-этажный гостиничный комплекс «Интурист» по улице Энгельса, 115. В приказе Главинтуриста № 184 от 26 июля 1973 года сказано: «Передать гостиницу „Интурист“ на 507 мест с блоком питания на 792 места на баланс отделения „Интурист“ по Ростовской области. Считать введенной в эксплуатацию гостиницу „Интурист“ в г. Ростове-на-Дону с 17 июля 1973 г.» Первыми иностранными гостями стали супруги Хельмут, Насс и Арсис, прибывшее из Федеративной Республики Германии.
Иностранцам предоставлялись услуги, диковинные для советских граждан: пункт обмена валют, международная телефонная связь, экскурсии по городу и области в сопровождении гидов-переводчиков, а также катание на «Русской тройке» по ипподрому.
В 1974 году автор проекта Л. П. Пушкова, главный архитектор В. И. Симонович и начальник УНР-112 Ю. Ю. Костенко были награждены Государственными премиями РСФСР. За первый год работы ростовского «Интуриста» было принято 37 тысяч иностранцев из 60 стран мира. Основные потоки туристов прибывали из Чехословакии, ГДР, Франции, Болгарии и Финляндии. Из них 11 тысяч прибыли на своих автомобилях, 8 тысяч — на круизных судах, 4 тысячи — самолётами, 2 тысячи — поездами «Дружба». К 1990-м годам благодаря «Интуристу» с Ростовом-на-Дону познакомились около полумиллиона иностранцев.
В результате приватизации государственного имущества в 1992 году на базе гостиничного комплекса было создано ОАО «Интурист в г. Ростове-на-Дону». Общий экономический спад в стране негативно отразился на туристической активности. Поток зарубежных гостей значительно сократился, а гостиничный комплекс все больше приходил в упадок. Актуальной становилась идея переформирования «Интуриста» в офисное здание. Наметившаяся экономическая стабилизация в регионе определила переориентацию гостиницы на деловых туристов.
В 2004 г. «Интурист» пережил реконструкцию, в результате которой в гостинице появились конференц-залы и бизнес-центр. В 2007 году гостиница, названная Дон-плаза, получила официальный сертификат Ростуризма о присвоении категории «4 звезды».

## Описание
Здание гостиницы представляет собой высотный шестнадцатиэтажный дом из железобетона, облицованный алюминием, пластмассами, акустическими плитками. Строгости и геометричности плана отвечает конструкция металлического каркаса с навесными панелями, облицованными листами анодированного алюминия золотистого цвета.
Возвышающаяся над центром города гостиница организует пространственную среду в районе Большой Садовой улицы и Кировского сквера. Последний органически связан с комплексом гостиницы.
В оформлении интерьеров гостиницы прослеживается донская тематика. Отделка номеров и залов выполнена с использованием дорогих материалов и изделий, таких как дерево, мрамор, алюминий, гобелены, декоративные решётки, ковролиновые полы, кессонированные потолки. Помещения были обставлены финской мебелью и украшены оригинальными светильниками. В оформлении интерьера принимали участие скульпторы Ю. Александров, И. Казанский и художники Андронов и Егоршин. Из-за высокого уровня грунтовых вод, являющихся результатом утечек из канализационной сети и Ростовского водохранилища, фундамент здания периодически подтапливается.

## Компания «Дон-Плаза»
В компанию «Дон-Плаза» входят управляющая компания, гостиница Дон-Плаза, лобби-бар «Амадей», ресторан Mein-Herz, мужской клуб «Гипноз». Под управлением компании ведётся строительство международного конгрессного центра Hyatt Regency Rostov Don-Plaza — комплекса зданий общей площадью около 100 тысяч квадратных метров.

## Собственники и руководство
- Игорь Викторович Горин — президент компании;
- Андрей Владимирович Демишин — первый вице-президент компании.